# Dreta
Dréta je reka v osrednji Sloveniji, desni pritok Savinje. Izvira na vzhodni strani tik pod prelazom Črnivec v Kamniško-Savinjskih Alpah, teče večinoma proti severovzhodu po Zadrečki dolini ob severnem vznožju gozdnatih planot Menina in Dobrovlje ter se v Nazarjah izliva v Savinjo.
Večji desni pritoki so Bočnica, Hudovinc, Voložnica, Mostni graben, Suha in Črni graben, glavni levi pritoki so Mačkovec, Rogačnica, Kanolščica, Šokatnica in Lizavnica.

## Opis reke
Zgornji del doline je plitva grapa na vzhodni strani prelaza Črnivec, zarezana v mehke oligocenske laporje, a že nad Novo Štifto se ob njej pojavi ozka, mokrotna naplavna ravnica. V tem delu se vanjo steka več manjših grap s pobočij na obeh straneh, izpod Menine tudi nekaj kraških izvirov (Studenec, Žrela). Prvi večji pritok je Mačkovec z leve strani, ki priteče po globoko zajedeni grapi izpod Lepenatke. Že pred njunim sotočjem teče Dreta po kakšnih 100 m široki naplavni ravnici, a sta jo leva pritoka Rogačnica in Kanolščica s prodnima vršajema potisnila čisto ob vznožje Menine. V Gornjem Gradu se ravnica ob reki nekoliko zoži, nato pa ponovno takoj odpre, vendar reka, namesto da bi tekla po ravnem naprej proti vzhodu, zavije proti jugovzhodu in se v slab kilometer dolgi soteski zagrize v trdo apnenčasto kamnino med gozdnatim severnim pobočjem Menine ter nizko vzpetino Gradišče (546 m).
Malo pod sotesko se v Dreto steka voda iz močnega kraškega izvira Kropa, nato pa jo obsežen prodni vršaj Bočnice potisne povsem na severni rob doline. Od tu naprej teče reka vse do izliva po 200–500 m široki ravnici, ki je na široko izpostavljena pogostim poplavam; na desni strani jo ves čas spremljajo gozdnata pobočja Menine in Dobrovelj, na severni strani nizko, večinoma gozdnato gričevje. Z leve dobi samo še pritok Lizavnico, z desne strani jo izpod vznožja apnenčastih planot zlasti ob močnejših padavinah napajajo kraški izviri (npr. Letošč izpod Menine, Štepčeva žrela, Tišlerjev studenec, Mrmolica, Zijavka in Perički studenec izpod Dobrovelj), le med Bočno in Šmartnim pritekata vanjo z desne nekoliko izdatnejša pritoka Hudovinc in Voložnica. Med Šmartnim in Pustim Poljem se dolina nekoliko zoži med Dobrovljami na južni strani in hribom Tiber (467 m) na severni strani, ki je zgrajen iz andezitnega tufa. Dreta se pri Spodnjih Krašah najprej zaje tik pod vznožje Dobrovelj, nato pa zavije na drugo stran doline in se nad vasjo Pusto Polje na krajši razdalji zaje tudi v nekoliko odpornejše plasti oligocenskega andezitnega tufa.
Od Pustega Polja navzdol se naplavna ravnica ponovno razširi in Dreta se svobodno prestavlja z ene strani doline na drugo, na obeh straneh najnižje naplavne ravnice pa se pojavi nizka, a izrazita rečna terasa, na kateri sta na levi strani tudi naselji Dobletina in Nazarje. V tem delu pritečejo v dolino z Dobrovelj še trije nekoliko daljši pritoki (Mostni graben, Suha in Črni graben), nato pa se reka obrne proti severu in se v Nazarjah tik pod hribom Gradišče (388 m) izliva v Savinjo.

## Hidronim in etimologija
Izvor imena reke ni znan, vendar nima nič skupnega z besedo dreta (čevljarska nit). Po mnenju jezikoslovcev je ime predslovanskega izvora in sorodno imenu reke Dretulje na Hrvaškem in Drietoma na Slovaškem. Po mnenju jezikoslovca M. Snoja je ime morda nastalo iz enakega predslovanskega korena dreṷ (teči, hiteti) kot ime reke Drave. Ime reke se v zgodovinskih virih pojavlja predvsem v nemški obliki, npr. Driete (1243), Driet (1340), Trijet (1524), Drieth (1796) itd.

## Hidrogeografija
Dreta ni tipičen gorski hudournik, saj večino poti teče po razmeroma široki naplavni ravnici in ima razmeroma majhen strmec. Vendar pa je v njenem porečju veliko strmega površja z globoko zajedenimi grapami, predvsem v severozahodnem delu pod Lepenatko in Velikim Rogatcem. Desna stran porečja (severna pobočja Menine in Dobrovelj) je večinoma zgrajena iz prepustnih apnencev, zato se večji del vode steka podzemno proti kraškim izvirom ob vznožju, vendar je tudi njihov prispevek k maksimalnim pretokom Drete kar občuten, a z določenim časovnim zamikom.
Struga Drete je večinoma v dobrem naravnem stanju, njeni bregovi so obrasli z drevjem in grmovjem, človekovi posegi so omejeni le na kritične lokacije, v celoti je regulirana le v najspodnejšem delu pri Dobletini in Nazarjah. Ob visokih vodah se tudi Dreti močno poveča hitrost toka in takrat zelo pogosto spodjeda brežine ter se na široko razliva po poplavni ravnici. V njeni strugi so številni nizki umetni pragovi, ki služijo zmanjšanju erozijskega delovanja in upočasnjujejo obilen transport proda in drugega plavja ter hkrati varujejo mostove pred razdiralnim delovanjem reke.
Dreta ima alpski dežno-snežni režim s prvim viškom v mesecu novembru (obilne jesenske padavine ter manjše izhlapevanje) in drugega v mesecu aprilu (posledica taljenja snega). Izrazit je zlasti poletni nižek v avgustu, ki nastopi zaradi manjših količin padavin, povečane evapotranspiracije in presahnitve večine kraških izvirov, zimski nižek v mesecu februarju je predvsem posledica snežne retinence. Ob poletnih sušah ima Dreta zelo malo vode, zato je bila v obdobju 1970–2000 razlika med najmanjšim (0,21 m3/s) in največjim zabeleženim pretokom (251 m3/s) na vodomerni postaji Kraše več kot 1000-kratna, kar je seveda resno opozorilo, da se lahko tudi prijazna Dreta zelo hitro spremeni v uničevalski hudournik.. Zaradi velikih strmin v povirju je specifični odtok razmeroma visok (39,8 l/s/km2), zaradi precejšnjega deleža kraškega površja pa ima Dreta skoraj tako visok odtočni količnik kot naše alpske reke (76,5 %).
Posebnost Drete je tudi velik delež vode, ki jo prispevajo kraški izviri izpod Menine in Dobrovelj, kar se kaže tako v kvaliteti vode kot tudi v njeni temperaturi. Zlasti v toplejših mesecih je voda v Dreti opazno hladnejša kot v Savinji, saj iz njih priteka voda s povprečno temperaturo le okoli 7–8 °C. To značilnost Drete je lepo opisal geograf Drago Meze: "Skoraj vsa voda iz pogorja Menina–Dobrovlje priteka v Dreto pod zemljo v obliki mnogih kraških izvirkov: od Stúdenca pri Šmiklavžu in bližnjega Žrela, preko izredno vodnate Krope, kjer vre voda na dan v 8 močnih izvirkih, in manjše Litošce pri Šmartnem do lepega kraškega spodmola v Kókarjah, imenovanega Zijalka, iz katere priteka močnejši kraški izvir, ki se steka po ravnini proti Dreti v strugi, ki je višja od ravnine in obdana z nasipom (izgon). To pa so le večji in stalni kraški izviri. Veliko je manjših in kar brez števila periodičnih izvirkov, ki oživijo, kadar se podzemske votline ob obilni moči napolnijo z vodo, ki sili na površje. Kristalno čista in hladna voda (med 7 in 8 °C) izvirkov, za njimi pa ponekod strme in gladke stene so privlačnost sicer mrke Menine." 
Dreta je izrazito poplavna reka, skoraj celotna naplavna ravnica ob njej je izpostavljena pogostim hudourniškim poplavam, vse od iznad Gornjega Grada do izliva v Savinjo. Najvišje pretoke doslej so na vodomerni postaji Kraše izmerili ob poplavah 5.11.1998 (251 m3/s; 50–100–letne vode), 1.11.1990 (236 m3/s; 50–100–letne vode), 23.9.1968 (208 m3/s), 2.1.1962 (173 m3/s), 25.9.1964 (163 m3/s) in 25.9.1973 (162 m3/s).
V zgornjem delu doline je poplavna ravnica razmeroma ozka, rečna struga pa je bila nekoč globlja kot danes, saj se je zaradi opustitve žag in mlinov precej povečala količina proda v strugi. V Gornjem Gradu Dreta občasno poplavi le nekaj najnižje stoječih hiš, v zadnjih letih so strugo skozi mesto regulirali, njen hudourniški tok umirjajo številne nizke pregraje v strugi, poplavno območje pa se razširi šele pod sotesko med hribom Gradišče in Menino. Nad Bočno prihaja na dan močan kraški izvir Kropa, ki ga včasih narasla Dreta zajezi, tako da se voda razlije po bližnjih travnikih. Od tu do Šmartnega ob Dreti reka poplavi do 200 m širok pas poplavnega sveta na obeh bregovih, vendar so bližnja naselja (Otok, Delce, Volog) le nekoliko višje in jih dosežejo le najhujše poplave. Pač pa se pri Šmartnem v Dreto stekata kraška izvira Letošč in Račnik, ki se ob narasli Dreti ne moreta izliti vanjo in lahko ogrozita nekaj hiš v zahodnem delu vasi. V Spodnjih Krašah se poplavna ravnica zoži, a je ob preteklih poplavah narasla voda ogrožala posamezne hiše. Probleme povzroča tudi voda iz kraških izvirov ob vznožju Krašice, ki se razlije po travnikih proti Pustemu Polju. Vas Pusto Polje stoji sicer sredi ravnice in v neposredni bližini Drete, a je na nekoliko višjem svetu in izven dosega poplav.
Pod Pustim Poljem se Dreta ob visoki vodi ponovno bolj na široko razlije po naplavni ravnici, na desni strani se ji pridružijo še vode iz kraškega izvira Zijavka, vendar vasi Kokarje poplave ne ogrožajo. Poplavno območje se nadaljuje dolvodno proti Dobletini in Nazarjam in oba kraja sta bila nekoč pogosto poplavljena. Med 2. svetovno vojno so na levem bregu Drete zgradili protipoplavni nasip, ki sicer varuje obe naselji pred poplavami, vendar pa ga je Dreta ob poplavi 25.9.1973 prestopila in poplavila bližnje stanovanjske bloke. Še veliko huje je bilo ob poplavi 1.11.1990, ko je Dreta porušila 80 m nasipa in preplavila precejšen del Nazarij. Poplave v Nazarjah so najhujše, kadar se ujameta poplavna valova Savinje in Drete, saj se slednja ne more izlivati v glavno reko in narašča od izliva navzgor in celo teče po opuščeni mlinščici (Struga) nazaj vse do Žlaborja.
Najhujša poplava zadnjih desetletij je bila 1. novembra 1990. Čeprav takrat niso zabeležili absolutno rekordnega pretoka (236 m3/s), je bila ta hkrati z novembrsko poplavo 1998 ocenjena kot 50- do 100-letna poplava. Poplava leta 1990 je v Zadrečki dolini poškodovala 111 stanovanjskih hiš in 67 gospodarskih poslopij ter 542 ha kmetijskih zemljišč, odnesla je tudi tri jezove in tri močno poškodovala ter nekaj mostov in brvi. Dreta sicer ni tako silovit hudournik kot Savinja, saj ima manjši strmec in je manj prodonosna, tako da je vodni val ob poplavi 1.11.1990 potoval po strugi Drete precej počasneje kot po Savinji. V Gornjem Gradu je Dreta dosegla višek že ob 7.30, pri Nazarjah okrog 13. ure, medtem ko je poplavni val Savinje dosegel Nazarje že ob 9. uri. Voda je v Dreti naraščala zelo hitro (v zgornjem toku tudi meter in več v eni uri), upadala pa je precej počasneje (20–25 cm/h). Poplavni val je bil tudi hudourniško kratek – trajal je vsega skupaj 3–4 ure.

## Kakovost vode
Po izgradnji komunalnih čistilnih naprav v Gornjem Gradu in Mozirju (tudi za Nazarje) se je kvaliteta vode v Dreti še izboljšala, tako da velja za čisto reko. Tudi vode kraških izvirov pod Menino in Dobrovljami dovajajo razmeroma čisto vodo, saj imajo gozdnata, skoraj neposeljena zaledja. Kraški izvir Letošč je zelo pomemben  za oskrbo s pitno vodo, saj se iz njega oskrbujejo prebivalci občin Nazarje, Mozirje in Rečica ob Savinji ter deloma Gornji Grad, Ljubno in Šmartno ob Paki.

## Ljudje in reka
Ljudje ob Dreti so že v preteklosti dobro razumeli hudourniški značaj reke in so se izogibali poselitvi najnižjih delov poplavne ravnice. To se je ohranilo do danes, tako da Dreta kljub pogostemu poplavljanju povzroča manj škode kot nekatere druge, enako velike reke. Tudi njena struga je ostala večinoma v naravnem ali približno naravnem stanju, skoraj ves čas obraščena z grmovjem in drevjem, regulacije so izvedli le na nekaterih kritičnih odsekih, s številnimi pragovi in nizkimi jezovi pa razmeroma uspešno krotijo njeno divjo naravo. Te so morali marsikje ponovno zgraditi, potem ko so po drugi svetovni vojni hkrati z žagami in mlini propadli tudi zasebni jezovi.
Ob zgornjem toku Drete je ob koncu 2. svetovne vojne delovalo 18 žag in več mlinov, 15 žag pa je bilo še na levih pritokih. Ker je Dreta hudourniška, so na njej naredili nizke lesene jezove, od katerih so speljali vodo do žag in mlinov po kratkih mlinščicah. Največja mlinščica je bila na desnem bregu Drete pri naselju Žlabor ob spodnjem toku, ob kateri sta nekoč delovala dva mlina in dve žagi, druga večja mlinščica je bila ravno tako na desnem bregu in se je od Drete odcepila pri Mlinarjevem jezu, potekala mimo gostilne Fricelj in se stekala v kratko strugo kraškega izvira Kropa; ob njej so nekoč delovale tri žage in mlin.
Vodno silo Drete in njenih pritokov so stoletja izkoriščali tudi za plavljenje hlodov in splavarjenje. Kadar je bilo dovolj vode, so hlode plavili po zgornjem toku Drete in levih pritokih Mačkovec, Kanolščica, Šokatnica in Lizavnica, žagan les so v splavih prevažali po Dreti od Krope naprej, predvsem spomladi, ko je bilo v reki dovolj vode. Poleg lesa so na splavih prevažali tudi druge izdelke, največ apno. Zgodovinsko je izpričano, da so v gornjegrajskem gospostvu žagan les prevažali s splavi po Dreti že v 16. stoletju, od 18. stoletja naprej pa je bila to ena najpomembnejših gospodarskih dejavnosti v vsej Zgornji Savinjski dolini, kar je razvidno tudi iz naslednjega zapisa: "Podložniki tukajšnjega (gornjegrajskega državnega) gospostva vsako leto splavarijo znatno količino lesa po Dreti in Savinji in naprej po Savi na Hrvaško, v Slavonijo in Srem, s čimer dotekajo temu ozemlju vsako leto znatne vsote denarja. ... Reke na tem ozemlju dajejo priliko, da podložniki te pokrajine v znatni meri in koristno trgujejo s stavbnim lesom in deskami oziroma letvami na Hrvaško in Slavonijo. Iz tega vzroka je iglasti les tukaj zelo iskan."  Glavni splavarski kraji so bili Bočna, Šmartno ob Dreti, Pusto Polje, Kokarje in Nazarje, splavarji pa so se doma dodatno ukvarjali s kmetijstvom, mnogi 'splavarski gospodarji' so bili tudi lastniki žag. Po drugi svetovni vojni je plavljenje in splavarstvo hitro zamrlo.

## Varstvo narave
Celotni tok Drete je zavarovan kot naravna vrednota državnega pomena, zgornji del do Gornjega Grada je  zaradi raka navadnega koščaka (Austropotamobius torrentium) evidentiran tudi kot potencialno območje Natura 2000. Kot naravne vrednote državnega ali lokalnega pomena so zavarovani tudi kraški izviri pod Menino in Dobrovljami: Žrela pri Dolu, Kropa pri Bočni, bruhalnik pri Spodnjih Krašah in Zijavka pri Žlaborju.
Zaradi čiste vode in dobro ohranjene struge je Dreta pomemben ribolovni revir; v njej mdr. živijo  potočna postrv (Salmo trutta),  lipan (Thymallus thymallus), šarenka (Oncorhynchus mykiss), sulec (Hucho hucho), klen (Leuciscus cephalus cephalus) in mrena (Barbus barbus).